# ロードアイランド植民地

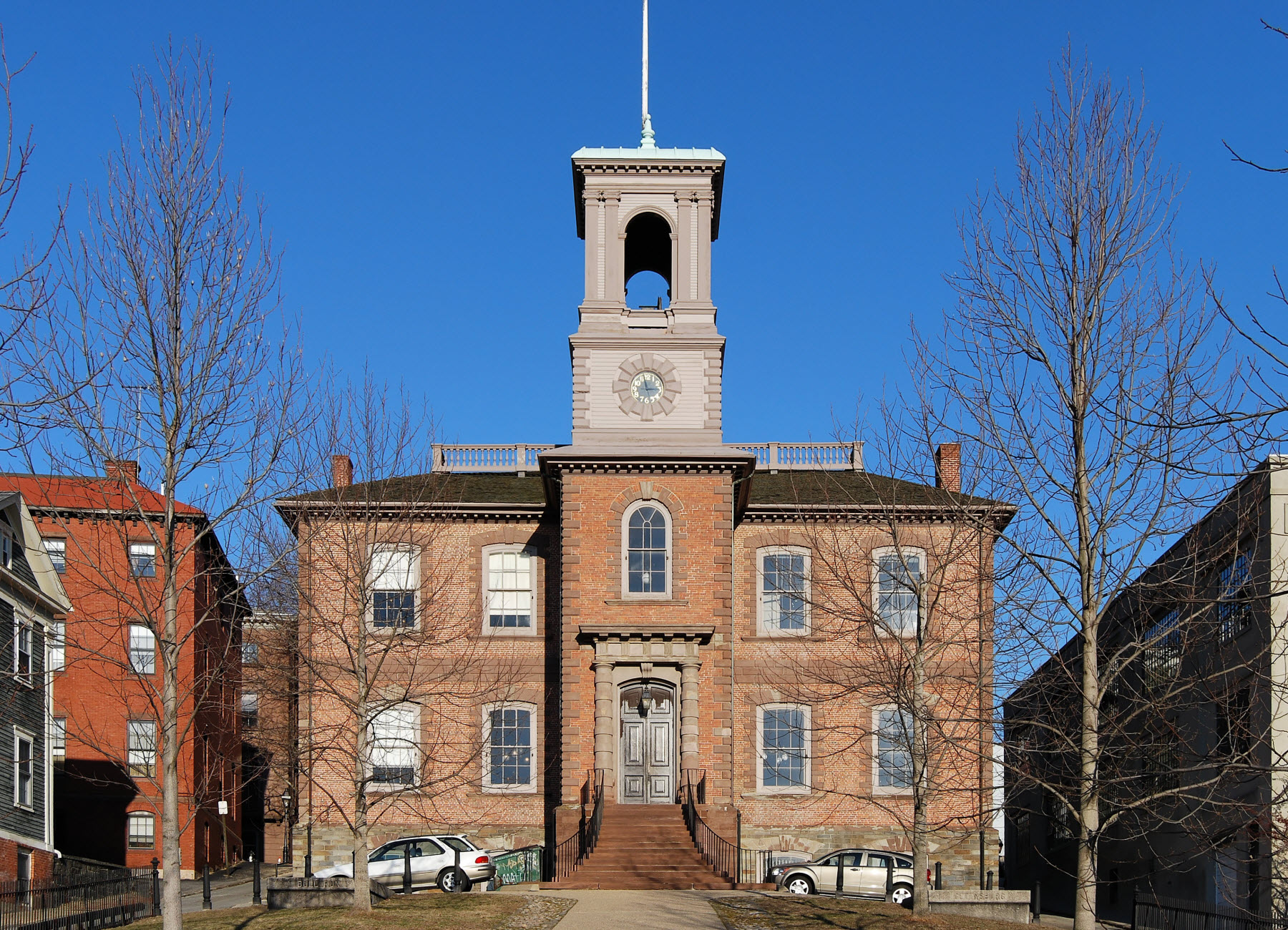
オールド・ステート・ハウス（プロビデンス）、1762年に落成し、植民地時代後期から20世紀初頭まで、ニューポートのオールド・ステート・ハウスとともに立法の場となった

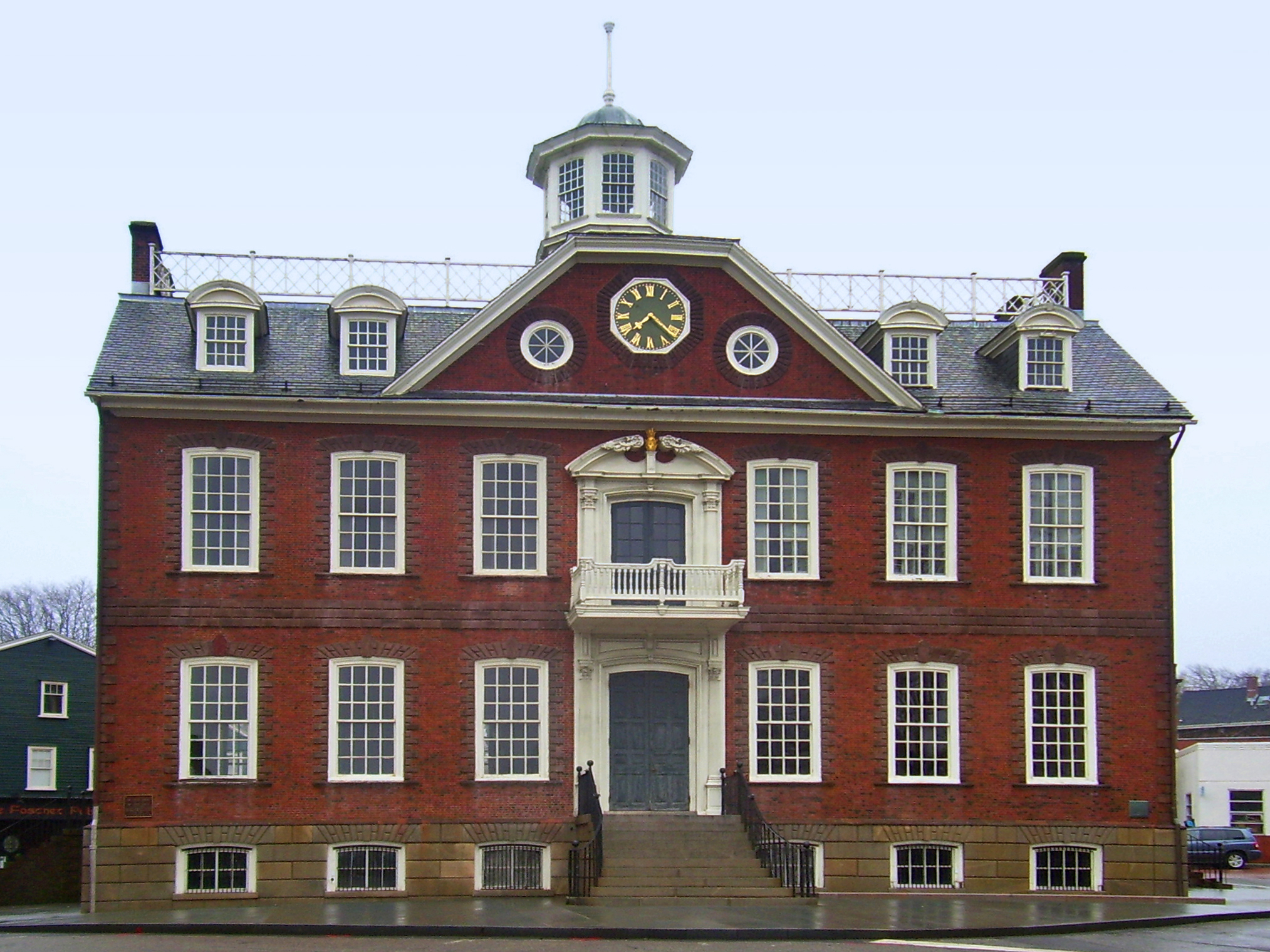
ニューポートのオールド・ステート・ハウス、1741年落成

ロードアイランド植民地（ロードアイランドしょくみんち、英: Colony of Rhode Island and Providence Plantations、ロードアイランド及びプロビデンス・プランテーション植民地）は、1636年から1790年まで、北アメリカ現在のアメリカ合衆国ロードアイランド州の領域に存在したイギリス領植民地である。1636年、神学者、独立した説教師および多言語に堪能であったロジャー・ウィリアムズがナラガンセット族の酋長カノニカスから贈られた土地に設立した。ウィリアムズはマサチューセッツ湾植民地から宗教的迫害を受けて逃げてきた者であり、仲間の開拓者達と「公共の事項」における多数決原則と「良心の自由」を定めた平等主義的憲法で合意を形成した。
1637年、バプテストの指導者アン・ハッチンソンがアクィドネック島を先住民族から購入しポカセット、現在のポーツマスに入植した。ハッチンソンと共に入植した者には、その夫ウィリアム、ウィリアム・コディントンおよびジョン・クラーク等がいた。その他の近在にも逃亡した入植者が続き、開拓地は緩い同盟を作った。しかし、彼らはその独立に対する脅威への反応として、共に1643年にイギリス領植民地としての認知を求めた。ロンドンの革命を呼ぶ長期議会が1644年3月に土地の特許を認めた。植民地人は知事を持つことを拒否したが、選出された「プレジデント」と評議会は設定された。
この植民地は当時として大変進歩的であり、魔女裁判を廃止し、債務による収監や大半の極刑を廃止する法律を成立させ、さらに1652年3月18日、黒人および白人双方の資産としての奴隷制を廃止した。
1651年、ウィリアム・コディントンがイングランドからいわゆるコディントン委託状を設定する別の特許を取得し、コネチカット植民地やマサチューセッツ湾植民地との連邦の中でロードアイランドとコナニカットの諸島の終生知事となった。これに対する抗議、公然たる反乱さらには請願がロンドンのオリバー・クロムウェルに送られ、1653年に当初の特許が回復された。
1660年にイギリスの革命政府が転覆し、新しい国王チャールズ2世から勅許を取得する必要が生じた。チャールズ2世はプロテスタントが圧倒的に優勢なイングランドでカトリック教会の同調者であり、植民地での信教の自由の保障を認めた。1663年には「ロードアイランド及びプロビデンス・プランテーション植民地」に選出された知事と議会を置く要請も認めた。その後の時代に多くの迫害を受けた集団がこの植民地に入り、中でもクエーカー教徒やユダヤ教徒が多かった。北アメリカでは2番目となるシナゴーグが1763年にニューポートに建てられた（最初のシナゴーグは1729年にニューヨークに建てられていた）。
この植民地は、イングランド王ジェームズ2世がイギリス領北アメリカにおける自治植民地に王室の権威を強制しようとした時の1686年にニューイングランド王領に吸収された。この時から奴隷制に対するものを含め多くの進歩的法律が廃止あるいは無視されるようになった。1688年の名誉革命の後、植民地は王室勅許のもとに独立を回復した。
経済の基盤は農業、特に酪農業であり続け、漁業も盛んだった。林業や造船業も大きな産業になった。皮肉なことにこの植民地はその後奴隷貿易で栄え、カリブ海の砂糖を含めた利益の上がる三角貿易の一部としてアフリカでは植民地で蒸留したラム酒を売った。
ロードアイランドは13植民地の中でイギリス王室に対する忠誠を破棄した（1776年5月4日）最初の植民地だったが、アメリカ合衆国憲法を批准したことでは最後になった（1790年5月29日）。
ロードアイランドの面積は約1,214平方マイル (3,150 km2)である。地形は山も無くほとんど平坦である。歴史家の中には、その名前がイタリア人探検家ジョバンニ・ダ・ヴェラッツァーノに起源があるとする者がいる。ジョバンニ・ダ・ヴェラッツァーノは付近のブロック島を発見した時にその地形がギリシャのロドス島に似ていたためにロード島と名付けたとされている。オランダ語の「ロードアイランド」（赤い島）の転訛という説もある。
ロジャー・ウィリアムズは、その植民地を神が彼とその追随者にもたらしたと信じてプロビデンス（神の摂理）と名付けた。ウィリアムズはナラガンセット湾にある他の島々にも美徳を名前とした。たとえがペイシャンス島（忍耐）、プルーデンス島（分別）、ホープ島（希望）である。